# Мишо, Огюст-Франсуа
Огюст-Франсуа Мишо (фр. Auguste-François Michaut, 29 сентября 1786, Париж — 26 декабря 1879, Версаль) — французский медальер, резчик монетных штемпелей и скульптор.

## Биография
Учился у Андре Галля, Франсуа-Фредерика Лемо и др. В 1812 году получил второй приз в номинации «Гравюра и медальерное искусство» Римской премии. С 1814 года работал на Парижском монетном дворе, создал штемпеля для нескольких монет (в том числе пробных) Людовика XVIII.
В 1815 году приглашён для работы в Нидерланды и назначен придворным гравёром монет и медалей короля Виллема I. Создал штемпеля для нескольких монет, а также ряд медалей. Принят в члены Королевского общества искусств и литературы Гента.
В 1820 году вернулся во Францию, где получил должность «гравёра медалей дофина». В 1821 году награждён орденом Почётного легиона.
Создал штемпеля нескольких монет Карла X, а также ряд медалей, в том числе с портретами: врача Франсуа Бруссе, художника Жака-Луи Давида, поэта Жана Франсуа Дюси, королей Людовика XVIII, Карла X и Луи-Филиппа, императора Александра I, медали в честь событий своего времени и наградные медали.
Некоторые свои работы подписывал «MICHAUT F».